# Tatentschluss
Der Tatentschluss ist ein Rechtsbegriff der Versuchsstrafbarkeit im deutschen Strafrecht und entspricht dem Tatbestandsvorsatz zur 
vollendeten Tat.
Tatentschluss liegt vor, wenn der Täter den Vorsatz für die Tat gefasst und gegebenenfalls weitere besondere subjektive Tatbestandsmerkmale (z. B. die Zueignungsabsicht beim Diebstahl nach § 242 StGB oder die Habgier beim Mord nach § 211 StGB) verwirklicht hat. Der Täter muss zur Verwirklichung der Tat entschlossen sein. Eine schlichte Tatgeneigtheit reicht somit nicht aus. Es fehlt jedoch nicht an der Tatentschlossenheit, wenn der Handlungsentschluss gefasst wurde, die Ausführung jedoch vom Eintritt bestimmter Bedingungen abhängig gemacht wird. Der Tatentschluss muss vorbehaltlos, mithin unbedingt und endgültig sein.
Ein Tatbestandsirrtum im Sinne des § 16 Abs. 1 S. 1 StGB schließt zusammen mit dem Vorsatz auch den Tatentschluss aus.

## Beispiel
Ein Einbrecher verschafft sich Zugang zu einem Haus. Er hat sich im Vorfeld keine Gedanken darüber gemacht, was er mitnehmen möchte, da er dies vor Ort entscheiden will. Er weiß außerdem nicht, ob das Haus zum Zeitpunkt des Einbruchs bewohnt ist. In einem solchen Fall ist der Tatentschluss zu bejahen, da der Täter den Entschluss gefasst hat, etwas zu stehlen. Selbst wenn er im Haus Bewohner antreffen und daraufhin seinen Einbruch abbrechen sollte, würde dies nichts an dem Vorliegen eines vorbehaltslosen Tatentschlusses ändern.
Kein vorbehaltsloser Tatentschluss würde etwa dann vorliegen, wenn der Täter das Haus bloß auskundschaften will.